# Језички изолат
Језички изолат или изоловани језик је у основном смислу природни језик без доказивих генеолошких веза са другим језицима.
Језички изолати су заправо језичке породице које се састоје од само једног језика. Често се као примери узимају Баскијски, Корејски, Аину и Бурушаски, међутим, у сваком од ових случајева, мањи број лингвиста тврди да је доказао везу са другим језицима.
Неки извори користе термин изоловани језик да означе грану неке породице језика са само једним преживелим чланом. На пример: Грчки, Јерменски и Албански се често називају Индоевропским изолатима. Иако су део Индоевропске породице језика, они не припадају ни једној установљеној грани (као што су Словенска, Романска, Германска или Индоиранска), већ чине посебне гране, сами за себе.
Међутим, без напомене, под термином изолат се подразумевају језици који испуњавају критеријуме основне дефиниције.
Неки језици су постали изолати када су остали једини живи припадници своје породице, (Пираха језик у Бразилу, као последњи припадник језичке породице Мура). Други, попут Баскијског су изолати још од њиховог првог помена, што значи да, иако су имали сродника, они су изумрли пре документације њиховог постојања.
Такође може доћи и до супротне појаве. Језици који су некада сматрани изолатима могу бити рекласификовани у мале породице. Ово се десило када је створена Јапанска породица језика, после класификације неких дијалеката Јапанског као што је Окинавски у посебне језике. Етрурски језик је такође био сматран изолатом, све док није откривено да је он вероватно у роду са још неколико слабо документованих језика са средоземног подручја.